# 田中実 (画家)
田中 実（たなか みのる、1923年 - 2016年）は、愛知県出身の洋画家。浦和画家のひとり。光風会名誉会員。

## 人物
水彩画を主に描いた。父の死後6歳で浦和に転居。埼玉県師範学校本科を卒業し、小学校教師となる。復員後、23歳で水彩連盟研究所に通い、小堀進、春日部たすく、荒谷直之助に学んだ。25歳で寺内萬治郎に師事し光風会展、日展に出品。
寺内の没後は渡辺武夫に師事。小学校教員退職後は絵画制作に専念し、日展岡田賞や水彩連盟展の小堀進賞などを受賞。それまでの業績に対し、埼玉文化賞、浦和市文化栄誉賞を受賞した。
作品の一部は埼玉県立近代美術館に収蔵されている。

## 経歴
- 1923年（大正12年） - 愛知県刈谷市に出生。
- 1929年（昭和4年） - 埼玉県浦和町（のち浦和市）に転居。
- 1942年（昭和17年） - 埼玉県師範学校本科卒業。
- 1962年（昭和37年） - 光風会の会員となる。
- 1974年（昭和49年） - 小学校教師を辞め、絵画制作に専念。
- 1978年（昭和53年） - 日展会員となる。
- 1991年（平成3年） - 浦和市文化栄誉賞を受賞。
- 1995年（平成7年） - 紺綬褒章受章。